# Riboflavin
Riboflavin, auch Lactoflavin oder Vitamin B2, frühere Bezeichnung Vitamin G, ist ein wasserlösliches Vitamin aus dem B-Komplex. Riboflavin ist Bestandteil vom Flavin-Adenin-Dinukleotid (FAD) sowie Flavinmononukleotid (FMN), die wiederum Cofaktoren zahlreicher Dehydrogenasen und Oxidoreduktasen sind. Die empfohlene tägliche Zufuhr für einen erwachsenen Menschen liegt, abhängig vom Geschlecht und von der Quelle, bei 1,0–1,7 mg. Eine Überdosis ist nicht bekannt.
Neben seinen essenziellen Funktionen wird Riboflavin auch als Lebensmittelfarbstoff eingesetzt. Es trägt die E-Nummer E 101.

## Geschichte
1879 isolierte der englische Chemiker Alexander Wynter Blyth eine wasserlösliche, gelb-grünlich fluoreszierende Verbindung aus Milch, die er „Lactochrom“ bezeichnete. Blyth war aber nicht in der Lage, dessen Struktur aufzuklären oder weitere chemische Eigenschaften zu bestimmen.
In den 1910er und 1920er Jahren wurden verschiedene essentielle Stoffe, insbesondere die in Milch, in Fütterungsstudien an Tieren durch Frederick Gowland Hopkins, Elmer McCollum, Marguerite Davis und Cornelia Kennedy untersucht. Hierbei nahm McCollum an, dass Nahrungsmittel einen fettlöslichen Faktor A (z. B. in Butterfett, Eigelb und Fischöl) und einen wasserlöslichen Faktor B (in Milch, Eigelb oder Getreidekeim) enthält. Zur ähnlichen Zeit hatte der Mediziner Joseph Goldberger bei der Untersuchung der Krankheit Pellagra herausgefunden, dass insbesondere eine Supplementation von Eiern, Milch und Fleisch diese heilen und verhindern konnte. Er postulierte 1927, dass dieser Pellagra-verhindernde Faktor derselbe sei, der von McCollum als der „wasserlösliche Faktor B“ identifiziert wurde – tatsächlich handelt es sich aber um Vitamin B3.
Hariette Chick und Margaret Honora Roscoe schlugen 1927 vor, dass jener wasserlösliche Faktor B in Wirklichkeit aus mindestens zwei Faktoren bestand: das antineuritische (Beriberi-verhindernde) Vitamin B1 sowie das ebenfalls wasserlösliche Vitamin B2. In den 1930er Jahren untersuchte Paul Gyorgy den Vitamin B-Komplex bei Ratten. Hierbei nahm er zunächst an, dass dieser aus den Vitaminen B1 (der antineuritische Faktor), B4 (das Koordinationsverluste und Ataxien verhinderte) sowie das Pellegra-verhindernde B2. Jedoch vermutete er auch 1932, dass sich „B2“ in zwei weitere Faktoren aufteilen müsse: ein Faktor, der Pellegra verhindert und einer, der hauptsächlich das Wachstum förderte. Richard Kuhn gelang 1933 die Isolation aus Milch („Lactoflavin“), es hatte dieselben Charakteristika wie von Blyth isoliertes Lactochrom. Das aus Eiklar isolierte Riboflavin wurde analog als „Ovoflavin“ (auch „Ovaflavin“), das aus der Leber als „Hepatoflavin“ bezeichnet.
Die Struktur des Riboflavins wurde schließlich 1934/35 unabhängig durch Kuhn und Paul Karrer aufgeklärt; bei Lactoflavin, Ovoflavin und Hepatoflavin handelte es sich um dieselbe Substanz. Zudem konnten Gyorgy, Thomas William Birch und Leslie Julius Harris (unabhängig von der Arbeitsgruppe um Conrad Elvehjem) 1935 zeigen, dass der Pellegra-verhindernde Faktor sich tatsächlich von Riboflavin unterschied. Der Name „Riboflavin“ wurde 1937 vorgeschlagen und auch angenommen. Vorher war Riboflavin auch unter der Bezeichnung „Vitamin G“ aufgrund seiner grünlich fluoreszierenden Eigenschaften unter UV-Licht bekannt.
Weitere Arbeiten von William Henry Sebrell und Roy Edwin Butler bestätigten 1939 die essentielle Natur Riboflavins.

## Eigenschaften
Riboflavin enthält einen Ribityl-Rest („Ribo“) und ein gelbes Chromophor („Flavin“). Das Flavin ist ein Derivat des Heterozyklus Isoalloxazin, ein tricyclisches stickstoffhaltiges Ringsystem. An dessen Positionen 7 und 8 befinden sich Methylgruppen, an Position 10 liegt der 1’-Ribitylrest. Modifikationen verschlechtern erheblich die Wirkung als Vitamin. Isoriboflavin, D-Araboflavin, D-Galactoflavin, 7,8-Diethyl- sowie 7,8-Dichlor-10-(D-1’-ribityl)-Isoalloxazin sind Vitamin-B2-Antagonisten.
Riboflavin zählt – obwohl wenig in Wasser löslich – zu den wasserlöslichen Vitaminen. Es ist licht- bzw. insbesondere UV-empfindlich, unter sauren bzw. alkalischen Bedingungen bildet sich hierbei photolytisch das biologisch inaktive Lumichrom bzw. Lumiflavin. Dies kann sich bei Milch in Klarglasflaschen nachteilig auf den Vitamin-B2-Gehalt auswirken.
Dagegen ist es so stabil gegen Hitze und Sauerstoff, dass die Verluste beim Kochen bei etwa 20 % liegen.

## Herstellung

### Biosynthese
Pflanzen und viele Mikroorganismen stellen Riboflavin ausgehend aus GTP und Ribulose-5-phosphat her. GTP wird in eine Serie von Reaktionen zu 5-Amino-6-(D-ribitylamino)uracil konvertiert, die Ribulose in L-3,4-Dihydroxy-2-butanon-4-phosphat. Beide kondensieren dann mit Hilfe der Lumazinsynthase zu 6,7-Dimethyl-8-ribityllumazin. Zwei dieser Moleküle werden schließlich zu Riboflavin umgesetzt, was eine Riboflavinsynthase in einer Disproportionierungsreaktion unter Abspaltung von 5-Amino-6-(D-ribitylamino)uracil katalysiert.

### Industrielle Herstellung

#### Organische Synthese
Die organische Synthese wird ausgehend von D-Ribose gestartet. Alternativ kann auch D-Glucose verwendet werden. Dabei wird die D-Glucose über Oxidation, Epimerisierung der Hydroxygruppen und anschließender Reduzierungen zu D-Ribose umgewandelt.
Die D-Ribose wird mit 3,4-Xylidin bei 50–80 °C in Methanol gelöst. Dabei wird Wasserstoff unter einem Druck von 3 bar an einen Palladium-Kohle-Katalysator zugeströmt, wodurch der doppelt gebundene Sauerstoff zwei Wasserstoffatome aufnehmen kann und sich somit Wasser aus der Verbindung abspalten kann. Diese Abspaltung ist die Triebkraft für die Bildung des Zwischenprodukts N-D-Ribityl-3,4-xylidin.
Dieses Zwischenprodukt wird im Folgenden mit einem Anilinderivat, zum Beispiel Phenyldiazoniumchlorid, in Essigsäure gegeben, wobei sich 1-D-Ribitylamino-3,4-dimethyl-6-phenylazobenzol bildet. Diese elektrophile aromatische Substitutionsreaktion, bei der das Diazoniumsalz mit dem aktivierten Aromaten reagiert, wird Azokupplung genannt. Dabei wird das positiv geladene Stickstoffatom des Diazoniumsalzes von der ortho-Position des N-D-Ribityl-3,4-xylidins angegriffen, wobei unter Abspaltung von Chlorwasserstoffsäure 1-D-Ribitylamino-3,4-dimethyl-6-phenylazobenzol entsteht.
Zuletzt wird das 1-D-Ribitylamino-3,4-dimethyl-6-phenylazobenzol in Eisessigsäure und Dioxan gelöst und Barbitursäure zugegeben. Ein doppelt gebundener Sauerstoff der Barbitursäure wird dabei Protonen aufnehmen und unter der Abspaltung von Wasser (Kondensationsreaktion) das Ringsystem öffnen. Das Intermediat bindet dann an das 1-D-Ribitylamino-3,4-dimethyl-6-phenylazobenzol, wobei es unter Abspaltung von Anilin einen intramolekularen Ringschluss vollzieht.
Das entstandene Produkt ist Riboflavin und kann anschließend aufgereinigt werden.

#### Mikrobielle Produktion
Die Herstellung mittels Mikroorganismen begann in den 1940er-Jahren mittels Clostridium acetobutylicum. Hierbei machte man sich die Aceton-Butanol-Ethanol-Gärung zu Nutze, bei der Riboflavin als Nebenprodukt gebildet wird. Filamentöse Pilze wie Eremothecium ashbyi oder Ashbya gossypii erzeugen natürlicherseits große Mengen an Riboflavin und wurden in den Folgejahren und ‑jahrzehnten eingesetzt. Lange Zeit waren diese der chemischen Herstellung aber unterlegen, so beendeten 1968 drei Firmen die Herstellung mittels Fermentation wieder drei Jahre nach begonnener Produktion.
Dies änderte sich erst 1990, als Vitamin B2 biotechnologisch mit Hilfe von A. gossypii hergestellt werden konnte. Denn durch genetische Modifikationen wurden Varianten erzeugt, die Vitamin B2 überexprimieren. Der Wildtyp von A. gossypii produziert etwa 5 g Riboflavin pro Liter Kultur, heutige Produktionsstämme dagegen liefern mehr als 15 g/l. 1990 begann BASF mit der Großproduktion, die parallel betriebene chemische Synthese wurde 1996 schließlich zugunsten der mikrobiellen Produktion aufgegeben.
Alternativ wird Riboflavin auch durch gentechnisch veränderte Stämme von Bacillus subtilis (14 g/l) oder Candida famata var. flareri (20 g/l) produziert. Die einstufige mikrobielle Produktion übertrifft mittlerweile die mehrstufigen chemischen Verfahren.
In der Fermenterkultur führt die geringe Löslichkeit Riboflavins zur Kristallisation, was die Aufarbeitung nach Pasteurisierung erheblich mittels (mehrstufiger) Zentrifugation erleichtert. Das damit erhaltene Roh-Riboflavin (Reinheitsgrad 85 %) wird gewaschen, was in einem Reinheitsgrad von mindestens 96 % resultiert. Dieses wird als Futtermittel verwendet. Für Lebensmittel oder zur Verwendung in der pharmazeutischen Industrie wird ein höherer Reinheitsgrad von mindestens 98 % benötigt, was mittels Umkristallisation erfolgt.

## Funktion
Riboflavin dient als Vorstufe für Flavin-Koenzyme (FAD, FMN), die insbesondere in Oxidoreduktasen, z. B. NADH-Dehydrogenase, eine große Rolle spielen. Dadurch nimmt es im Stoffwechsel eine zentrale Rolle ein.

## Aufnahme und Metabolismus
Vitamin B2 in Nahrungsmitteln ist üblicherweise an Proteine gebunden und wird im Magen zunächst in Form von FAD oder FMN freigesetzt. Beide werden durch intestinale Pyrophosphatasen bzw. Phosphatasen zu Riboflavin umgesetzt, dies geschieht an der Bürstensaummembran der Epithelzellen des Dünndarms. In dessen proximalen Bereich wird freies Riboflavin schließlich durch einen ATP- und natriumionenabhängigen Transports in die Mukosazellen absorbiert, was durch Gallensäuren erleichtert wird. Eine passive Diffusion ist bei hohen Dosen ebenfalls möglich. Dagegen vermindern Kupfer, Zink, Eisen, Coffein, Theophyllin, Saccharin, Tryptophan, Niacin und Ascorbinsäure die Aufnahme.
Nach Aufnahme in den Mukosazellen erfolgt eine ATP-abhängige Rephosphorylierung mittels einer Flavokinase zu FMN. Dieses gelangt in den Blutkreislauf und wird dort – wie auch Riboflavin selbst – in gebundener Form (lose an Albumin, fester gebunden an Immunglobulinen oder auch spezifische riboflavinbindende Proteine gerade in der Schwangerschaft) transportiert. Durch die Pfortader gelangen diese in die Leber und werden dort größtenteils aufgenommen, es liegt ein starker First-Pass-Effekt vor.
Im Organismus liegt Riboflavin überwiegend in phosphorylierter Form vor. FMN selbst ist zum kleinen Teil an spezifische Apoenzyme gebunden, wird aber größtenteils in FAD durch FAD-Synthetasen überführt, was in fast allen Geweben erfolgt (insbesondere in der Leber, den Nieren und im Herzmuskel). Daher sind diese Organe Vitamin-B2-reich. FMN und FAD sind die Hauptspeicherformen für das Vitamin.
Findet FAD keine weiteren Apoenzyme zur Bindung bzw. übersteigt die Vitamin-B2-Aufnahme den physiologischen Bedarf, wird es über die Nieren, dort durch aktive tubuläre Sekretion, wieder ausgeschieden. Im Urin findet sich größtenteils Riboflavin, ferner in der Leber gebildetes 7-α- und 8-α-Hydroxyriboflavin sowie weitere Abbauprodukte.

## Vorkommen
| Lebensmittel          | mg / 100 g |
| --------------------- | ---------- |
| Schweineleber         | 3,17       |
| Camembertkäse         | 0,6        |
| Quark                 | 0,3        |
| Hühnerei              | 0,28       |
| Cashewnuss            | 0,26       |
| Rindfleisch, mager    | 0,26       |
| Spinat                | 0,23       |
| Brokkoli              | 0,18       |
| Erbsen                | 0,16       |
| Kuhmilch, 3,5 % Fett  | 0,18       |
| Jogurt                | 0,15       |
| Kartoffel             | 0,05       |
| Weizenmehl (Type 405) | 0,03       |
| Apfel                 | 0,03       |

Vitamin B2 liegt in der Nahrung meistens als FMN oder FAD gebunden an Eiweißen vor (in Form von Flavoproteinen). In freier oder glykosylierter Form (Riboflavinyl-Glycosid) ist es seltener verbreitet.
Es kommt insbesondere in Lebensmitteln tierischen Ursprungs vor (Milch und Milchprodukte), aber auch in Vollkornprodukten sowie Gemüse wie Broccoli, Spargel oder Spinat. Riboflavin ist insbesondere im Keimling und in der Kleie enthalten, dagegen weist Weißmehl ca. ein Drittel des Ausgangswertes auf. Daher ist bei Getreide der Ausmahlungsgrad bestimmend.
Die Bioverfügbarkeit wird bei über 60 % für Milch und Spinat angegeben.

## Tagesbedarf
| Altersgruppe                         | D-A-CH (2019) mg / Tag  | EFSA (2017) (Population Reference Intake) mg / Tag |
| ------------------------------------ | ----------------------- | -------------------------------------------------- |
| Kleinkinder (4–7 Jahre)              | 0,8                     | 0,7                                                |
| Kinder (7–10 Jahre)                  | 1,0 (♂); 0,9 (♀)        | 1,0 (< 11 Jahre)                                   |
| Jugendliche (10–13 Jahre)            | 1,1 (♂); 1,0 (♀)        | 1,4 (≥ 11 Jahre)                                   |
| Jugendliche (13–15 Jahre)            | 1,4 (♂); 1,1 (♀)        | 1,4 (≥ 11 Jahre)                                   |
| Adoleszente (15–19 Jahre)            | 1,6 (♂); 1,2 (♀)        | 1,6 (< 18 Jahre)                                   |
| Erwachsene                           | 1,3–1,4 (♂) 1,0–1,1 (♀) | 1,6 (≥ 18 Jahre)                                   |
| Schwangere 2. Trimester 3. Trimester | 1,3 1,4                 | 1,9                                                |
| Stillende                            | 1,4                     | 2,0                                                |

Von den D-A-CH-Gesellschaften wurden Zufuhrempfehlungen für Vitamin B2 abgeleitet, abhängig vom Alter und Geschlecht (vgl. Tabelle). Die von der EFSA abgeleiteten Zufuhrreferenzwerte ähneln denen der D-A-CH-Gesellschaften.
Aus Basis vorhandener Daten legt das BfR keine Höchstmenge für Nahrungsergänzungsmittel oder zur Anreicherung von Lebensmitteln des allgemeinen Verzehrs fest.
Der tägliche Bedarf wird üblicherweise durch die normale Nahrungsaufnahme mit etwa 1,5 mg / Tag (Frauen) bzw. 1,9 mg / Tag (Männer) gedeckt bzw. überschritten.
Bei ausreichender Versorgung zirkulieren etwa 100 mg Vitamin B2 im Körper, der Bedarf kann dadurch für mehrere Wochen gedeckt sein.

## Mangelerscheinungen

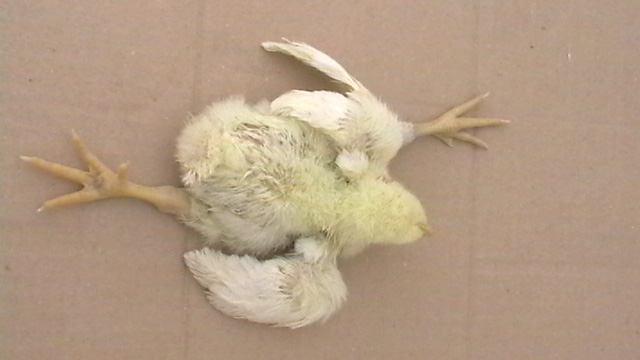
Ausgrätschen infolge Riboflavinmangels bei einem Küken

Bei normaler Ernährung treten keine Mangelerscheinungen auf. Allerdings kann es bei Schwangeren, Alkoholkranken, Personen mit Resorptionsstörungen (chronische Gastroenteritis, Zöliakie, Antibiotikatherapie oder Einnahme von Antazida) oder Lebererkrankungen zu Mangelerscheinungen kommen. Häufig tritt eine Unterversorgung zusammen mit anderen B-Vitaminen auf.
Eine Besonderheit ist der als „metabolic trapping“ bezeichnete Effekt. Da Riboflavin größtenteils in proteingebundener Form (FAD) vorliegt, führt ein Proteinmangel, beispielsweise als Folge einer Unterernährung, gleichzeitig zu einem Absinken des Riboflavinbestandes. Ohne gleichzeitige Zufuhr von Proteinen wird selbst bioverfügbares Riboflavin nicht mehr aufgenommen; daher geht ein Proteinmangel mit einem Vitamin-B2-Mangel einher.
Klinisch manifestiert sich ein solcher Mangel eher unspezifisch in Exanthemen, Hautrissen (insbesondere an den Lippen bzw. allg. im Mundwinkel und speziell dort als Cheilosis), Zungenentzündung, Atrophie und Trockenheit der Rachenschleimhaut und der Speiseröhre. Hautveränderungen im Bereich vom Gesicht (seborrhoische Dermatitis) können sich auf andere Körperbereiche wie den Anus, die Vulva oder Vagina, erstrecken. Nägel werden hart, glanzlos und brüchig (Koilonychie). Außerdem wurde eine Lichtüberempfindlichkeit beobachtet, bei den Augen kommt es zu Lid- und Bindehautentzündungen. Zudem treten Befindlichkeitsstörungen, insbesondere neurotische Symptome wie Hypochondrie, Depression und Hysterie auf.
Diese Hypovitaminose heißt Ariboflavinose oder B2-Avitaminose. Zur Früherkennung eines Riboflavin-Mangels kann der EGRAC bestimmt werden.
Akuter Riboflavin-Mangel betrifft auch Menschen, die unter dem Brown-Vialetto-van-Laere-Syndrom leiden, da der Riboflavin-Transport bei ihnen durch einen Gendefekt gestört ist. Bei Neugeborenen kann ein Riboflavinmangel durch eine Phototherapie zur Behandlung einer Hyperbilirubinämie auftreten – Riboflavin ist lichtempfindlich und wird durch das Licht zerstört.

## Überdosierung
Wegen der unzureichenden Datenlage ist eine verlässliche Risikobewertung bei einer Überdosierung nicht möglich; ein Tolerable Upper Intake Level (UL) wurde daher nicht abgeleitet. Vitamin-B2-abhängige unerwünschte Wirkungen wurden durch eine Überdosierung nicht nachgewiesen. Die Einnahme größerer Mengen des Vitamins führt allenfalls zu einer intensiven Gelbfärbung des Urins.
Durch die begrenzte Löslichkeit, Absorption und rasche Eliminierung wird die (akute oder chronische) Toxizität einer Überdosierung als gering betrachtet. Aus physiologischen Gründen ist die Einnahme hoher Dosen jedoch wenig sinnvoll.

## Diagnostik
Die Verfügbarkeit Riboflavins wird durch einen Urintest ermittelt – ein Mangel liegt bei Werten von unter 40 µg/g Kreatinin vor. Zudem ist die Glutathionreduktaseaktivität in den Erythrozyten ein empfindliches Maß.

## Nutzung
Das wasserlösliche, hitzestabile und lichtempfindliche Riboflavin wurde 1962 als einer der ersten Lebensmittelzusatzstoffe durch die Richtlinie des Rats zur Angleichung der Rechtsvorschriften der Mitgliedstaaten für färbende Stoffe, die in Lebensmitteln verwendet werden dürfen in der EWG zugelassen und erhielt die E-Nummer E 101. Auch in der aktuellen Verordnung (EG) Nr. 1333/2008 wird es aufgeführt und ist dadurch in der EU und den anderen Ländern des EWR als Lebensmittelfarbstoff zugelassen. In der Verordnung wird auch geregelt, dass eine Verwendung nur in bestimmten Lebensmitteln zulässig ist. Riboflavin darf dabei ohne Mengebegrenzung (quantum satis) verwendet werden. In der Schweiz ist die Verwendung sinngemäß durch die Zusatzstoffverordnung geregelt.
Neben der Verwendung als Lebensmittelfarbstoff wird industriell hergestelltes Vitamin B2 für Vitaminpräparate genutzt. Zudem fließen etwa 70 % der weltweiten Produktion als Futtermittelergänzung in die Tierhaltung, wodurch die Tiermast gesteigert wird.
Die industrielle Produktion betrug 2002 weltweit 4000 Tonnen pro Jahr, 2015 steigerte sich diese auf 9000 Tonnen pro Jahr. Weltweite Produzenten sind BASF, DSM, Hubei Guangji Pharmaceuticals und Shanghai Acebright Pharmaceuticals. Größtenteils wird Riboflavin biotechnologisch mittels A. gossypii, C. famata var. flareri und B. subtilis erzeugt.
Riboflavin wird ferner zur Kontrolle von Reinigungsprozessen (Flächen, Hände etc.) in der Pharmaindustrie eingesetzt, da es auch in geringer Konzentration bei UV-Licht leuchtet und damit gut sichtbar ist.
In der Medizin kann es auch als Photosensibilisator eingesetzt werden. So wird es beispielsweise zur Quervernetzung von Kollagen in der menschlichen Hornhaut verwendet, was als Behandlung von Keratokonus dienen kann. Zudem findet es auch als Compliancemarker für Medikamente Verwendung, da überschüssiges Riboflavin den Urin intensiv gelblich verfärbt.
Gemäß S1-Leitlinie für Diagnostik und Therapie in der Neurologie der DGN kann eine Kombinationstherapie von hochdosiertem Vitamin B2 (Tagesdosis von 2 × 200 mg), Magnesium und Ubichinon-10 die Schwere der Migräneattacken, allerdings nicht die Häufigkeit reduzieren. Aussagen zu einer Migräneprophylaxe sind nur mit geringerer wissenschaftlicher Evidenz behaftet.